# Lịch sử Công giáo Việt Nam (1990–2005)
Lịch sử Công giáo Việt Nam (1990–2005) là một giai đoạn lịch sử kéo dài 15 năm, tiếp sau giai đoạn 15 năm khó khăn trước đó của Giáo hội Công giáo tại Việt Nam, từ năm 1975 đến năm 1990. Giai đoạn này đánh dấu bằng việc thay đổi quan điểm đối với tôn giáo của chính quyền Việt Nam, qua Nghị quyết số 24 của Bộ Chính trị vào tháng 11 năm 1990, dẫn đến các cuộc thương thảo gần như là diễn ra hằng năm. Về nội bộ Giáo hội Công giáo, năm 2005 có hai dấu mốc được xem là kết thúc giai đoạn này: Bổ nhiệm Tổng giám mục Tổng giáo phận Hà Nội Giuse Ngô Quang Kiệt, chấm dứt việc trống tòa tại cả ba tổng giáo phận, cũng như Hồng y Crescenzio Sepe cùng phái đoàn đến thăm và truyền chức linh mục cho 57 tân linh mục tại Hà Nội.

## Các biến cố trong năm 1990
| Tình trạng một số giáo phận trống tòa tại Việt Nam năm 1990 | Tình trạng một số giáo phận trống tòa tại Việt Nam năm 1990 | Tình trạng một số giáo phận trống tòa tại Việt Nam năm 1990 |  |
| Giáo phận Tình trạng                                        | Quản lý | Nguồn                                                       |  |
| ----------------------------------------------------------- | --- | ----------------------------------------------------------- |  |
| Hà Nội Trống tòa                                            | Hồng y Giuse Maria Trịnh Văn Căn (Tổng giám mục; Qua đời: 18 tháng 5 năm 1990) -----Giám mục Phaolô Giuse Phạm Đình Tụng (Giám quản Tông Tòa: 18 tháng 6 năm 1990)                                                                                           |                                                             |  |
| Hưng Hóa Trống tòa                                          | Giám mục Giuse Phan Thế Hinh (Giám mục chính tòa; Qua đời: 22 tháng 1 năm 1989) Hồng y Giuse Maria Trịnh Văn Căn (Giám quản Tông Tòa; Qua đời: 18 tháng 5 năm 1990) -----Giám mục Giuse Nguyễn Phụng Hiểu (Giám mục chính tòa; 3 tháng 12 năm 1990)          |                                                             |  |
| Thái Bình Trống tòa                                         | Giám mục Giuse Maria Đinh Bỉnh (Giám mục chính tòa; Qua đời: 14 tháng 3 năm 1989) Hồng y Giuse Maria Trịnh Văn Căn (Giám quản Tông Tòa; Qua đời: 18 tháng 5 năm 1990) -----Giám mục Phanxicô Xaviê Nguyễn Văn Sang (Giám mục chính tòa; 3 tháng 12 năm 1990) |                                                             |  |
| Thanh Hóa Trống tòa                                         | Giám mục Phêrô Phạm Tần (Giám mục chính tòa; Qua đời: 1 tháng 2 năm 1990) Hồng y Giuse Maria Trịnh Văn Căn (Giám quản Tông Tòa; Qua đời: 18 tháng 5 năm 1990) -----Linh mục Antôn Trần Lộc (Giám quản Giáo phận; 1990)                                       |                                                             |  |
| Huế Trống tòa                                               | Tổng giám mục Philípphê Nguyễn Kim Điền (Tổng giám mục; Qua đời: 8 tháng 6 năm 1988) Hồng y Giuse Maria Trịnh Văn Căn (Giám quản Tông Tòa; Qua đời: 18 tháng 5 năm 1990) -----Giám mục Giacôbê Lê Văn Mẫn (Giám quản Giáo phận; 20 tháng 5 năm 1990)         |                                                             |  |

Hồng y, Tổng giám mục Tổng giáo phận Hà Nội Giuse Maria Trịnh Văn Căn đột ngột qua đời vào tháng 5 năm 1990. Ông là người đã triệu tập Hội nghị trù bị để tái lập Hội đồng Giám mục Việt Nam vào năm 1980, đồng thời đảm nhận chức Chủ tịch Hội đồng Giám mục trong ba nhiệm kỳ đầu tiên, kéo dài từ năm 1980 đến năm 1989. Các nghi lễ tiến hành an táng cố hồng y đã được phát trên vô tuyến trong vòng ba ngày, và hàng nghìn người đã trực tiếp đến viếng cũng như tham dự tang lễ. Chủ lễ, Hồng y người Pháp Roger Etchegaray hai lần đến thăm mục vụ Việt Nam năm 1989 và năm 1990, tuy các cuộc tiếp xúc chỉ giới hạn trong nội bộ Công giáo. Hồng y Căn qua đời một tháng trước chuyến viếng thăm Tòa Thánh của mình. Khoảng một triệu tín đồ đã tập trung quanh khu vực Nhà thờ Lớn Hà Nội, trong khi chỉ có 3.000 người được viếng thi hài cố hồng y trong vòng tại Tòa Tổng giám mục. Bài báo của UPI ghi nhận số liệu của chính quyền Việt Nam cho rằng có 6 triệu giáo dân Công giáo, trong khi số liệu của Giáo hội ghi nhận con số 8 triệu giáo dân. Với việc Hồng y Trịnh Văn Căn qua đời, giáo sĩ cao cấp nhất tại Việt Nam là Tổng giám mục Tổng giáo phận Thành phố Hồ Chí Minh Phaolô Nguyễn Văn Bình.
Ngoài Hồng y Trịnh Văn Căn, Tổng giám mục Hà Nội, năm 1990, Giáo hội Công giáo tại Việt Nam có ba giám mục khác qua đời: Phêrô Phạm Tần (Giáo phận Thanh Hóa), Giacôbê Nguyễn Ngọc Quang (Giáo phận Cần Thơ) và Phêrô Nguyễn Huy Mai (giáo phận Ban Mê Thuột). Giáo phận Thanh Hóa rơi vào tình trạng trống tòa, trong khi Giám mục Emmanuel Lê Phong Thuận chính thức kế vị tại Giáo phận Cần Thơ, Giám mục Giuse Trịnh Chính Trực kế vị tại Giáo phận Ban Mê Thuột.
Tại Hà Nội, sau khi Hồng y Căn qua đời một tháng, ngày 18 tháng 6, Tòa Thánh bổ nhiệm Giám mục Giáo phận Bắc Ninh Phaolô Giuse Phạm Đình Tụng làm Giám quản Tông Tòa Tổng giáo phận Hà Nội. Nguồn tin từ trang tin Tổng giáo phận ghi nhận ngày 4 tháng 7 là ngày bổ nhiệm. Tại Tổng giáo phận Huế, nơi cố Hồng y Căn là Giám quản Tông Tòa từ tháng 6 năm 1988, sau khi ông qua đời, các linh mục giáo phận đã chọn [Giám mục mật phong] Giacôbê Lê Văn Mẫn giữ chức Giám quản Giáo phận. Cố Hồng y Trịnh Văn Căn cũng kiêm chức Giám quản Tông Tòa Giáo phận Thái Bình, do đó, Giáo phận Thái Bình thiếu giám mục quản lý. Tòa Thánh sau đó đã chọn Giám mục Giáo phận Bùi Chu Phaolô Bùi Chu Tạo làm Giám quản Tông Tòa Giáo phận Thái Bình, trước khi bổ nhiệm Giám mục phụ tá Hà Nội Nguyễn Văn Sang làm tân giám mục chính tòa vào ngày 3 tháng 12 cùng năm. Trong cùng ngày này, Tòa Thánh cũng chọn linh mục Giuse Nguyễn Phụng Hiểu giữ chức Giám mục chính tòa Giáo phận Hưng Hóa, vốn đã trống tòa từ tháng 1 năm 1989 sau khi Giám mục Giuse Phan Thế Hinh qua đời. Trước đó, Hồng y Trịnh Văn Căn cũng kiêm chức Giám quản Tông Tòa cho giáo phận này trước khi qua đời.
Bộ Chính trị Việt Nam tháng 11 năm 1990 ban hành Nghị quyết số 24 về Vấn đề Tôn giáo, là bước ngoặt thay đổi góc nhìn cũng như công tác về tôn giáo tại Việt Nam. Kể từ năm 1991, phái đoàn Tòa Thánh bắt đầu làm việc với chính quyền Việt Nam để giải quyết các vấn đề cả hai phía quan tâm về tình trạng của Giáo hội Công giáo tại Việt Nam.

## Giai đoạn 1991–1994

### Các chuyến viếng thăm
- Chuyến viếng thăm thứ III của Tòa Thánh đến Việt Nam, từ ngày 7 đến 13 tháng 11 năm 1991: Dẫn đoàn là Hồng y Roger Etchegaray, Chủ tịch Uỷ ban Công lý và Hòa Bình. Đồng hành có Đức ông Claudio Celli, Tham tán Sứ thần thuộc Bộ ngoại giao đặc trách các vấn đề của Trung Quốc, Hàn Quốc và Việt Nam cùng Đức ông Barnabê Nguyễn Văn Phương thuộc Bộ Truyền giáo. Đoàn đã có dịp được gặp Chủ tịch Hội đồng Bộ trưởng Việt Nam, ông Đỗ Mười, Bộ trưởng Nội vụ Mai Chí Thọ và Bộ trưởng Ngoại giao Nguyễn Cơ Thạch. Phái đoàn cũng trao đổi ý kiến với Quyền trưởng ban Tôn giáo chính phủ, ông Nguyễn Chính và gặp gỡ chính quyền địa phương tại Huế. Riêng về các giáo sĩ, đoàn đã gặp Chủ tịch Hội đồng Giám mục Việt Nam Phaolô Maria Nguyễn Minh Nhật, các đại diện của Hội đồng. Phái đoàn cũng đến thăm Tòa Tổng giám mục Hà Nội, Tòa Tổng giám mục Huế và cử hành lễ tại Nhà thờ Lớn Hà Nội. Vấn đề được bàn thảo là tình trạng 4 giáo phận tại Việt Nam trong tình cảnh trống tòa: Hà Nội, Hưng Hóa, Huế, Thanh Hóa. Nhà nước chính thức công nhận Giám mục Vinh Sơn Phaolô Phạm Văn Dụ làm giám mục chính tòa Giáo phận Lạng Sơn và Cao Bằng.[24][gc 2]

- Chuyến viếng thăm thứ IV của Tòa Thánh đến Việt Nam, từ ngày 12 đến 20 tháng 1 năm 1992: Phái đoàn Tòa Thánh do Tân Thứ trưởng Bộ Ngoại giao, Đức ông Claudio Celli dẫn đầu và Đức ông Nguyễn Văn Phương thuộc Bộ Truyền giáo. Phái đoàn gặp Ban Tôn giáo Chính phủ và bàn luận về vấn đề Tổng giám mục cho hai giáo phận: Giám mục Phaolô Giuse Phạm Đình Tụng, Giám quản Tông Tòa Tổng giáo phận Hà Nội làm Tổng giám mục; Giám mục Giáo phận Phan Thiết Nicôla Huỳnh Văn Nghi làm Tổng giám mục phó Tổng giáo phận Thành phố Hồ Chí Minh. Phái đoàn cũng đề cập tình trạng tù đày của Tổng giám mục Phanxicô Xaviê Nguyễn Văn Thuận đã bị trục xuất. Nhân dịp này, hai viên chức Tòa Thánh đã được gặp Phó Thủ tướng Việt Nam Phan Văn Khải. Về mục vụ Công giáo, phái đoàn đã đến thăm một số dòng tu, Giáo phận Bắc Ninh và Tổng giáo phận Thành phố Hồ Chí Minh. Đoàn đã cử hành lễ tại Nhà thờ Đức Bà Sài Gòn.[25] Giải pháp được đề xuất với chính phủ Việt Nam, ngoài hai trường hợp trên, còn có việc Tổng giám mục Nguyễn Văn Thuận làm Tổng giám mục phó Hà Nội. Đề xuất với giải pháp toàn bộ trên bất thành, do phía Việt Nam không đồng ý với trường hợp Tổng giám mục Thuận.[26]

- Chuyến thăm của Việt Nam đến Tòa Thánh: Ngày 23 tháng 6 năm 1992, đáp lời lời mời của Tòa Thánh, ông Vũ Quang, Trưởng Ban Tôn giáo Chính phủ, ông Nguyễn Việt, Đại sứ Việt Nam tại Ý và hai thành viên khác đã đến thăm và làm việc với các đại diện của Phủ Quốc vụ khanh Tòa Thánh.[27]

- Chuyến viếng thăm thứ V của Tòa Thánh đến Việt Nam, từ ngày 1 đến 7 tháng 2 năm 1993: Phái đoàn Tòa Thánh do Thứ trưởng Bộ Ngoại giao Claudio Celli và Đức ông Nguyễn Văn Phương. Phái đoàn Việt Nam đón tiếp gồm ông Thứ trưởng Ngoại giao Nguyễn Dy Niên và Phó Chủ tịch Hội đồng Bộ trưởng Trần Đức Lương.[gc 3] Chuyến thăm thuộc khuôn khổ các chuyến viếng thăm các nước Đông Nam Á, còn bao gồm Myanmar, Lào và Campuchia. Vấn đề được hai bên thảo luận gồm bốn giáo phận trong cảnh trống tòa, và vị trí Tổng giám mục phó Tổng giáo phận Thành phố Hồ Chí Minh. Một số yêu cầu sinh hoạt tôn giáo cho Giáo hội gồm: giám mục tự do thi hành mục vụ, các linh mục gốc Việt tại hải ngoại trở về, mở thêm đại chủng viện, việc đào tạo của các dòng tu và Hội đồng giám mục được tự do hơn. Chủ tịch Hội đồng Giám mục Nguyễn Minh Nhật không được gặp phái đoàn và phái đoàn chính thức thăm giáo phận Vinh. Phái đoàn Tòa Thánh đã cử hành lễ tại Nhà thờ chính tòa Vinh và Nhà thờ Lớn Hà Nội, trong khi viếng thăm Nhà thờ chính tòa Thanh Hóa trên đường từ Vinh về Hà Nội.[28] Nội dung về bổ nhiệm giám mục lần này chỉ bị lược bỏ về trường hợp của Giám mục Tụng, nhưng phía Việt Nam vẫn không đồng tình về trường hợp của Tổng giám mục Nguyễn Văn Thuận và đề xuất đưa ông ra Hà Nội.[29]

- Chuyến viếng thăm thứ VI của Tòa Thánh đến Việt Nam, từ ngày 4 đến 16 tháng 3 năm 1994: Phái đoàn Tòa Thánh do hai Đức ông Claudio Celli và Nguyễn Văn Phương, như các chuyến thăm trước. Vấn đề bổ nhiệm các giám mục cho Hà Nội, Hưng Hóa và Thanh Hóa cũng như việc công nhận Giám mục Huỳnh Văn Nghi làm Giám quản Tổng giáo phận Thành phố Hồ Chí Minh. Giáo hoàng trước đó đã quyết định một số vấn đề trước khi phái đoàn đến thăm. Phái đoàn đã làm việc với Ban Tôn giáo Chính phủ trong hai ngày 7 và 8 tháng 3, đồng thời được gặp các giám mục Việt Nam. Phái đoàn đã đến thăm Giáo phận và Đại chủng viện Nha Trang, Tòa giám mục Đà Nẵng và Bắc Ninh.[30]

### Các sinh hoạt tôn giáo
Việt Nam chính thức công nhận Giám mục Vinh Sơn Phaolô Phạm Văn Dụ làm giám mục chính tòa Giáo phận Lạng Sơn và Cao Bằng sau chuyến thăm của phái đoàn Tòa Thánh vào tháng 11 năm 1991. Đến năm 1992, Giám mục Dụ quyết định dọn về sinh sống tại Tòa giám mục Lạng Sơn.
Đức ông Celli cố gắng linh động nhằm chọn được các giám mục kế vị ở Hà Nội để kế vị Hồng y Tổng giám mục Giuse Maria Trịnh Văn Căn cũng như ở Thành phố Hồ Chí Minh để kế vị Tổng giám mục Phaolô Nguyễn Văn Bình. Trong các cuộc gặp năm 1992, trường hợp Giám mục Phạm Đình Tụng làm Tổng giám mục Hà Nội và Giám mục Huỳnh Văn Nghi làm Tổng giám mục phó Tổng giáo phận Thành phố Hồ Chí Minh đã được thông qua, tuy đề xuất về Giám mục Nghi bất thành, do chính quyền không đồng ý với đề xuất đi kèm là Tổng giám mục Thuận đến Hà Nội sinh hoạt tôn giáo. Do phái đoàn đưa ra giải pháp là "toàn bộ", nên thương thảo bất thành.
Sau chuyến viếng thăm của phái đoàn Tóa Thánh đến Việt Nam vào tháng 3 năm 1994, ngày 23 tháng 3, Tòa Thánh chính thức bổ nhiệm Giám mục Giám quản Tông Tòa Phaolô Giuse Phạm Đình Tụng làm Tổng giám mục Tổng giáo phận Hà Nội và linh mục Phaolô Lê Đắc Trọng là tân giám mục phụ tá Tổng giáo phận này. Tòa Thánh cũng bổ nhiệm Giám mục Đà Lạt Bartôlômêô Nguyễn Sơn Lâm làm tân giám mục Thanh Hóa và Tổng giám mục [hưu dưỡng] Stêphanô Nguyễn Như Thể làm Giám quản Tông Tòa Tổng giáo phận Huế. Đi cùng việc bổ nhiệm Giám quản Huế là việc tái lập Đại chủng viện Huế. Tại Giáo phận Đà Lạt, giám mục phó Phêrô Nguyễn Văn Nhơn kế vị, trong khi Giám mục Giuse Maria Nguyễn Quang Tuyến kế vị chức vụ giám mục Giáo phận Bắc Ninh.
Vụ việc Giám quản Tông Tòa Tổng giáo phận Thành phố Hồ Chí Minh
Ngày 27 tháng 7 năm 1993, Tổng giám mục Tổng giáo phận Thành phố Hồ Chí Minh Phaolô Nguyễn Văn Bình phải đi cấp cứu tại Bệnh viện Thống Nhất. Tự nhận thấy bệnh tình nghiêm trọng, Tổng giám mục Bình mời Giám mục Nguyễn Minh Nhật, Chủ tịch Hội đồng Giám mục Việt Nam đến để nhờ giám mục này loan tin đến Tòa Thánh. Tổng giám mục phó có quyền kế vị, Nguyễn Văn Thuận hiện đang ở ngoài Việt Nam, và không được phép trở về. Ngày 8 tháng 8 năm 1993, Tòa Thánh bổ nhiệm Giám mục Huỳnh Văn Nghi làm Giám quản Tông Tòa Tổng giáo phận Thành phố Hồ Chí Minh, trong trường hợp không khuyết vị và theo ý Tòa Thánh' (sede plena et ad nutum Sanctae Sedis). Tin bổ nhiệm chính thức được công bố ngày 11 tháng 8, theo linh mục Chân Tín. Tân Giám quản Huỳnh Văn Nghi rời Phan Thiết đến Thành phố Hồ Chí Minh nhận nhiệm vụ, và đã đến chào thăm Ban Tôn giáo và Uỷ ban Mặt trận Tổ quốc của thành phố vào ngày 25 tháng 8. Ông cũng đã đến làm việc tại Uỷ ban Nhân dân Thành phố vào ngày 5 tháng 9. Báo Công giáo và Dân tộc đăng bài báo của tác giả Hương Khê, tức Tổng Biên tập Phêrô Trương Bá Cần đưa ra bình luận ngụ ý việc bổ nhiệm giám quản mang dụng ý chính trị của Vatican. Tân giám quản đã đến tham gia kỳ tĩnh tâm linh mục từ ngày 6 đến ngày 10 tháng 9 năm 1993 của linh mục đoàn Tổng giáo phận Thành phố Hồ Chí Minh. Việc được bổ nhiệm giám quản đã được công bố ngày 9 tháng 9, và Giám mục Nghi chọn linh mục Phạm Văn Thăm làm Tổng Đại diện cùng linh mục Huỳnh Công Minh.
Chính quyền phản ứng trước tin bổ nhiệm này. Đài truyền hình Thành phố Hồ Chí Minh đã cho phát toàn bộ thông báo phản đối việc Giám mục Nghi sinh hoạt tôn giáo tại Thành phố Hồ Chí Minh vào ngày 15 tháng 9. Ngày 17 tháng 9, Uỷ ban Mặt trận Tổ Quốc Thành phố tổ chức gặp các linh mục để phổ biến thông báo này. Các linh mục phát biểu, gồm Huỳnh Công Minh, Nguyễn Hùng Oánh và Hồ Văn Vui đều thiếu tích cực với quan điểm của chính quyền. Báo Sài Gòn Giải phóng ngày 18 loan tin Tu sĩ và giáo dân Thiên Chúa giáo thành phố: việc làm của Tòa Thánh Vatican vi phạm pháp luật và chủ quyền Việt Nam. Trong cuộc họp giữa Trưởng ban Tôn giáo Chính phủ Vũ Quang và đại diện Hội đồng Giám mục: Chủ tịch Nguyễn Minh Nhật, Tổng Thư ký Emmanuel Lê Phong Thuận và Phó Tổng Thư ký Huỳnh Văn Nghi. Ông Quang thừa nhận thông báo của Uỷ ban Nhân dân Thành phố là không còn hợp thời và không phản đối việc Giám mục Nghi đến hỗ trợ mục vụ cho Tổng giám mục Bình. Một tuần sau đó, ngày 22 tháng 9, Chủ tịch Uỷ ban Nhân dân Thành phố, ông Trương Tấn Sang gởi thư cho Tổng giám mục Nguyễn Văn Bình để nêu lên quan điểm của phía chính quyền. Theo bức thư này, chính quyền chỉ chấp nhận bổ nhiệm Giám mục Nghi làm Tổng giám mục phó với quyền kế vị, và họ cho rằng mưu đồ của Tòa Thánh với việc bổ nhiệm Giám quản là giữ chỗ cho Tổng giám mục Nguyễn Văn Thuận về thành phố sinh hoạt tôn giáo.
Vấn đề nhân sự tại Tổng giáo phận Hà Nội

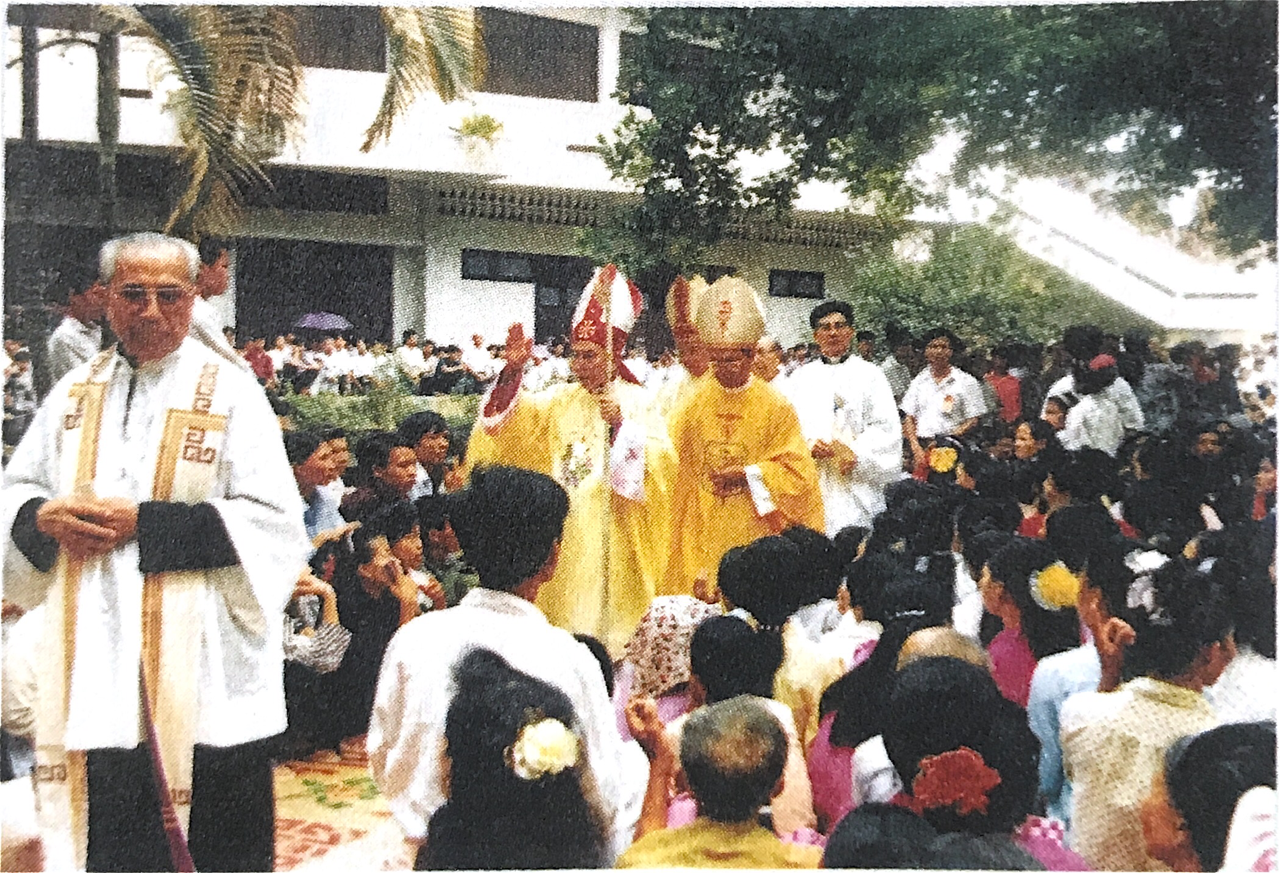
Thánh lễ tấn phong Giám mục cho Giám mục Phaolô Lê Đắc Trọng

Ngày 23 tháng 3, Tòa Thánh chính thức bổ nhiệm Giám mục Giám quản Tông Tòa Phaolô Giuse Phạm Đình Tụng làm Tổng giám mục Tổng giáo phận Hà Nội và linh mục Phaolô Lê Đắc Trọng là tân giám mục phụ tá Tổng giáo phận này. Tại Tổng giáo phận Hà Nội, lễ nhậm chức của Tân Tổng giám mục Phạm Đình Tụng được cử hành vào ngày 14 tháng 8 năm 1994. Khi đó có nguồn dư luận lo ngại việc bổ nhiệm giám mục Phạm Đình Tụng về làm Tổng giám mục Hà Nội chỉ là một giải pháp tình thế, vì giám mục Tụng gầy gò, ốm yếu và đã đến tuổi nghỉ hưu theo giáo luật Công giáo. Một ngày sau đó, lễ tấn phong cho tân giám mục phụ tá Lê Đắc Trọng được tiến hành. Tương tự như Tổng giám mục Tụng, tân giám mục phụ tá đã 76 tuổi, và từng hai lần từ chối được phong giám mục dưới thời Hồng y Giuse Maria Trịnh Như Khuê. Tân Tổng giám mục Phạm Đình Tụng là nghĩa tử của linh mục Phêrô Phạm Bá Trực, trong khi Tân Giám mục Lê Đắc Trọng là dưỡng tử của Phêrô Vũ Xuân Kỷ, nguyên là Chủ tịch Ủy ban Liên lạc Công giáo.